# Beat Seitz
Beat Seitz   (Suïssa, 28 d'octubre de 1973) és un pilot de bob suís, ja retirat, que va competir durant la dècada de 1990.
El 1998 va prendre part als Jocs Olímpics d'Hivern de Nagano, on guanyà la medalla de plata en la prova de bobs a quatre del programa de bobsleigh. Formà equip amb Marcel Rohner, Markus Nüssli i Markus Wasser.
En el seu palmarès també destaca una medalla d'or al Campionat d'Europa de bobs.